# Georgie Farmer

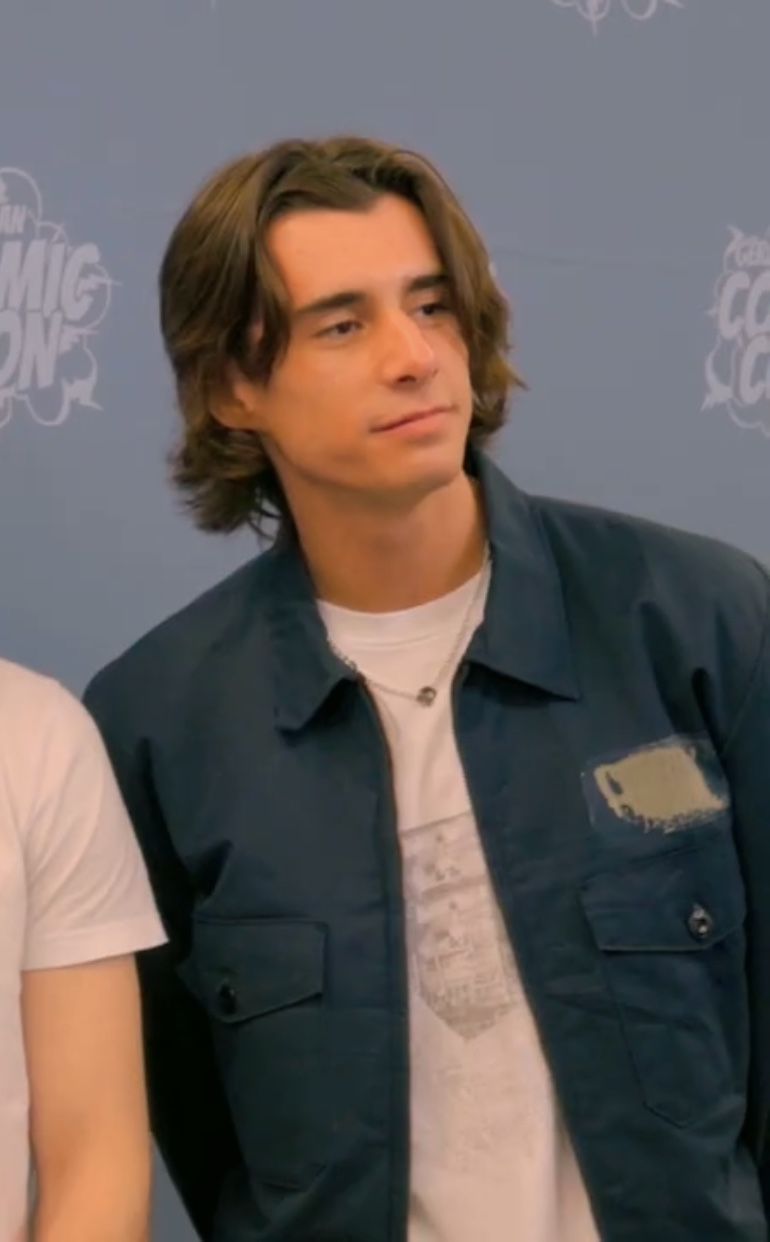
Georgie Farmer, 2023

Georgie Bleu Farmer (* 26. Mai 2001 in London) ist ein britischer Schauspieler.

## Ausbildung und Karriere
Farmer begann mit acht Jahren, Schauspiel zu lernen, an der Stage One Theatre School in Samstagskursen. Darauf folgte die Sylvia Young Theatre School, wo er unter Bryn Williams lernte.
2012, mit elf Jahren, erhielt er jeweils seine erste Rolle im Theater und in der Fernsehserie The Ministry of Curious Stuff. Dem schloss sich in Disneys Evermoor und The Evermoor Chronicles eine mehrjährige Hauptrolle bis 2017 an. 2020 stand er in dem Stück For the Sake of Argument gemeinsam mit seinem Bruder Harry Farmer auf der Bühne. Seit 2022 spielt er in der Netflix-Serie Wednesday.

## Theaterauftritte
- 2012: Rest Upon the Wind
- 2014: Emil und die Detektive (Emil and the Detectives)
- 2020: For the Sake of Argument

## Filmografie
- 2012: The Ministry of Curious Stuff (13 Episoden)
- 2014: Evermoor (4 Episoden)
- 2015–2017: The Evermoor Chronicles (32 Episoden)
- 2017: Ill Behavior (Miniserie, 2 Episoden)
- 2018: Ready Player One
- 2018: Mogli: Legende des Dschungels (Mowgli: Legend of the Jungle)
- 2019: Doctors (1 Episode)
- 2019: Treadstone (2 Episoden)
- seit 2022: Wednesday